# Sabaudismo
Il Sabaudismo è la definizione data dallo storico Mario Giovana al fenomeno che vede il legame tradizionale degli strati della popolazione rurale italiana alla Monarchia sabauda. Con tale nome si indica anche un approccio storiografico ottocentesco che enfatizzava il legame tra le dinamiche che portarono al Risorgimento e la dinastia sabauda. 

## Storia e evoluzione
Tale approccio ebbe un forte impulso da parte della storiografia piemontese fino alla metà dell'Ottocento, particolarmente legata agli ambienti dell'amministrazione sabauda. Se inizialmente la Monarchia retta dai Savoia era vista in correlazione alle dinamiche del Risorgimento e dell'Unità d'Italia, in particolare in chiave anticipatrice con inizio posto già dopo l'Assedio di Torino del 1706, in seguito fu enfatizzato il contrapporvisi, in chiave conservatrice, all'avvento del Fascismo (quest'ultimo maggiormente rappresentato nelle classi medie). Con la definitiva affermazione del Fascismo si assiste alla nascita del cosiddetto "Sabaudismo-Fascismo": con questo nome si indica l'approccio pseudo-storiografico di controllare il lavoro degli storici nella chiave della propaganda fascista dell'epoca. Tale approccio fu propugnato in particolare da Cesare Maria De Vecchi di Val Cismon.